# Giovanni Pellielo
Giovanni Pellielo, detto Johnny (Vercelli, 11 gennaio 1970), è un tiratore a volo italiano, vincitore di 4 medaglie olimpiche individuali, 10 titoli mondiali (4 individuali) e 12 titoli europei (5 individuali).

## Biografia
Afflitto da crisi asmatiche, comincia a dedicarsi all'attività sportiva solo dopo i 15 anni.
Dopo aver conseguito il diploma di perito tecnico agrario, si iscrive alla facoltà di ingegneria genetica che successivamente decide di abbandonare. Si dedica anche al ballo liscio e nel 1989 è Campione Italiano Juniores della specialità.
Nel 1996 entra per concorso nelle Fiamme Azzurre, il gruppo sportivo della Polizia Penitenziaria di cui fa parte.
Vince i concorsi interni ed attualmente riveste il grado di Ispettore di Polizia Penitenziaria
Nel 2000 è stato convocato in Vaticano in udienza da Pontefice Giovanni Paolo II alla presenza del Cardinal Crescenzio Sepe ed è stato insignito del Discobolo d'oro per la morale, dal Cardinal Camillo Ruini a Castel Gandolfo, in occasione della festa nazionale del CSI, il Centro Sportivo Italiano.
Ha fondato un gruppo di solidarietà, denominato Team Shooting J. P., per i più bisognosi ed una Scuola Internazionale di Tiro che ha sede a Vercelli e di cui sta portando avanti la ristrutturazione.
Ha iniziato gli studi Teologici in Italia e proseguito in Svizzera presso la HCC (Holy Celtic Church)
È Formatore Federale presso la Federazione Italiana Tiro a volo.
Master in Mental Coach (conferito ad Honorem) presso C:I:S:S:P:A:T: di Padova

## Carriera sportiva
Inizia nel giorno del suo diciottesimo compleanno quando la madre, che da anni praticava questo sport, lo accompagna per la prima volta su un campo da tiro. Appena quattro anni dopo, viene convocato per partecipare alle Olimpiadi di Barcellona '92, dove si classifica a ridosso della finale a sei.
Vince 7 finali di Coppa del Mondo, 4 titoli mondiali, 5 titoli europei, 17 prove di Coppa del Mondo, 10 titoli italiani,  5 volte i Giochi del Mediterraneo, la medaglia di bronzo alle Olimpiadi di Sydney 2000, le medaglie d'argento alle Olimpiadi di Atene 2004, Pechino 2008 e Rio de Janeiro 2016. Risultati a livello individuale, cui si aggiungono quelli a squadre, che lo pongono da anni ai vertici del ranking mondiale.
Il 3 agosto 2010 ha ottenuto dal CONI la carta olimpica che gli ha consentito di prendere parte alla sua 6ª Olimpiade consecutiva, a Londra 2012.
Partecipando a Rio 2016 ha preso parte alla sua 7ª olimpiade e conquistato la quarta medaglia olimpica. La Federazione gli ha assegnato la carta olimpica per Parigi 2024.

## Palmarès

### Individuale
| Manifestazione          | Anno | Sede             | Evento | Risultato | Prestazione | Note  |
| ----------------------- | ---- | ---------------- | ------ | --------- | ----------- | ----- |
| Olimpiadi               | 2000 | Sydney           | Trap   | Bronzo    | 140 pt      | [ 3 ] |
| Olimpiadi               | 2004 | Atene            | Trap   | Argento   | 146 pt      | [ 3 ] |
| Olimpiadi               | 2008 | Pechino          | Trap   | Argento   | 143 pt      | [ 3 ] |
| Olimpiadi               | 2016 | Rio de Janeiro   | Trap   | Argento   | 149 pt      | [ 3 ] |
| Mondiali                | 1993 | Barcellona       | Trap   | Argento   | 147 pt      | [ 3 ] |
| Mondiali                | 1994 | Fagnano Olona    | Trap   | Oro       |             | [ 3 ] |
| Mondiali                | 1995 | Nicosia          | Trap   | Oro       | 148 pt      | [ 3 ] |
| Mondiali                | 1997 | Lima             | Trap   | Oro       | 144 pt      | [ 3 ] |
| Mondiali                | 1998 | Barcellona       | Trap   | Oro       | 149 pt      | [ 3 ] |
| Mondiali                | 2002 | Lahti            | Trap   | Bronzo    | 147 pt      | [ 3 ] |
| Mondiali                | 2003 | Nicosia          | Trap   | Argento   | 148 pt      | [ 3 ] |
| Mondiali                | 2013 | Lima             | Trap   | Oro       |             | [ 3 ] |
| Mondiali                | 2014 | Granada          | Trap   | Bronzo    |             | [ 3 ] |
| Mondiali                | 2015 | Lonato del Garda | Trap   | Argento   |             | [ 3 ] |
| Europei                 | 1997 | Sipoo            | Trap   | Oro       | 147 pt      | [ 3 ] |
| Europei                 | 1999 | Poussan          | Trap   | Argento   | 143 pt      | [ 3 ] |
| Europei                 | 2000 | Montecatini      | Trap   | Bronzo    | 140 pt      | [ 3 ] |
| Europei                 | 2001 | Zagabria         | Trap   | Argento   | 141 pt      | [ 3 ] |
| Europei                 | 2003 | Antibes          | Trap   | Argento   |             | [ 3 ] |
| Europei                 | 2005 | Belgrado         | Trap   | Argento   | 144 pt      | [ 3 ] |
| Europei                 | 2009 | Osijek           | Trap   | Oro       | 144 pt      | [ 3 ] |
| Europei                 | 2010 | Kazan            | Trap   | Argento   | 146 pt      | [ 3 ] |
| Europei                 | 2015 | Maribor          | Trap   | Oro       |             |       |
| Giochi europei          | 2015 | Baku             | Trap   | Bronzo    |             |       |
| Giochi del Mediterraneo | 1997 | Bari             | Trap   | Oro       | 146 pt      | [ 3 ] |
| Giochi del Mediterraneo | 2005 | Almería          | Trap   | Oro       |             | [ 3 ] |
| Giochi del Mediterraneo | 2009 | Pescara          | Trap   | Argento   | 142 pt      | [ 3 ] |
| Giochi del Mediterraneo | 2013 | Mersin           | Trap   | Oro       |             |       |
| Giochi del Mediterraneo | 2018 | Tarragona        | Trap   | Bronzo    |             |       |

### A squadre
Mondiali
- Oro a  Barcellona 1993 (trap)[4]
- Oro a  Fagnano Olona 1994 (trap)[4]
- Oro a  Nicosia 1995 (trap)[4]
- Oro a  Lima 1997 (trap)[4]
- Oro a  Barcellona 1998 (trap)[4]
- Oro a  Lonato 2005 (trap)[4]
- Oro a  Maribor 2009 (trap)[5]
- Oro a  Monaco di Baviera 2010 (trap)[4]
- Oro a  Belgrado 2011 (trap)[4]
- Oro a  Granada 2014 (trap)[4]
- Oro a  Mosca 2017 (trap)[4]
- Oro a  Lonato 2019 (trap)[4]
- Argento a  Nicosia 2003 (trap)[4]
- Argento a  Nicosia 2007 (trap)[4]
- Argento a  Lonato 2015 (trap)[4]
- Bronzo a  Changwon 2018 (trap)[4]

Europei
- Oro a  Casalecchio di Reno 1991 (trap)[4]
- Oro a  Lisbona 1994 (trap)[4]
- Oro a  Sipoo 1997 (trap)[4]
- Oro a  Poussan 1999 (trap)[4]
- Oro a  Montecatini Terme 2000 (trap)[4]
- Oro a  Zagabria 2001 (trap)[4]
- Oro a  Lonato 2002 (trap)[4]
- Oro a  Maribor 2006 (trap)[4]
- Oro a  Nicosia 2008 (trap)[5]
- Oro a  Osijek 2009 (trap)[5]
- Oro a  Kazan' 2010 (trap)[5]
- Oro a  Sarlóspuszta 2014 (trap)[5]
- Oro a  Baku 2017 (trap)[5]
- Oro a  Leobersdorf 2018 (trap)
- Oro a  Leobersdorf 2018 (trap misto)
- Oro a  Lonato 2019 (trap)[4]
- Argento a  Lahti 1995 (trap)[4]
- Argento a  Belgrado 2005 (trap)[4]
- Argento a  Kazan 2010 (trap)[5]
- Bronzo a  Antibes 2003 (trap)[4]
- Bronzo a  Belgrado 2011 (trap)[4]
- Bronzo a  Larnaca 2012 (trap)[4]
- Bronzo a  Lonato 2016 (trap)[4]
- Bronzo a  Osijek 2023 (trap)[4]

Giochi europei
- Oro a  Cracovia 2023 (trap misto)[4]
- Argento a  Minsk 2019 (trap misto)[4]

## Onorificenze
CAVALIERE DI MALTA
Cavalieri Ospitalieri
Medaglia di bronzo al valore atletico-
Medaglia d’argento al valore atletico-
Medaglia d’oro al valore atletico-
COLLARE D’ORO AL MERITO SPORTIVO-
DIPLOMA D’ONORE AL MERITO